# Papu Gómez
Alejandro Darío „Papu“ Gómez (* 15. Februar 1988 in Buenos Aires) ist ein argentinischer Fußballspieler, der aktuell bei Calcio Padova unter Vertrag steht. Mit der argentinischen Nationalmannschaft konnte er 2022 die Weltmeisterschaft in Katar gewinnen.

## Vereinskarriere
Nachdem Gómez 2003 seine Karriere bei Arsenal de Sarandí begonnen hatte, wurde er in die Profiabteilung übernommen und wechselte 2009 zu CA San Lorenzo. Ein Jahr später wechselte er in die italienische Serie A zu Catania Calcio. Später spielte Gómez für Metalist Charkiw. Seit 2014 stand er bei Atalanta Bergamo unter Vertrag. Bei Bergamo avancierte Gómez zum Leistungsträger und trug seit der Saison 2016/17 die Kapitänsbinde. In jener Saison erreichte er mit 16 Toren und zwölf Torvorlagen auch Platz fünf der Scorerliste in der Serie A und führte seine Mannschaft auf Platz vier der Tabelle und damit in die Europa League. Auch in der nachfolgenden Saison konnte er regelmäßig starke Leistungen zeigen (sechs Tore, zwölf Vorlagen). Am ersten Spieltag der Saison 2018/19 beim 4:0-Sieg seiner Mannschaft gegen Frosinone Calcio erzielte Gómez zwei Tore und bereitete die anderen beiden vor. Im Januar 2021 wechselte er nach Spanien zum FC Sevilla. Sein Vertrag wurde Anfang September 2023 aufgelöst. Ende September 2023 kehrte er nach Italien zurück und wechselte zur AC Monza. Nach einem positiven Dopingtest wurde Gómez im Oktober 2023 für zwei Jahre gesperrt.
Mitte Juli 2025 unterzeichnete Gómez beim italienischen Zweitligisten Calcio Padova einen Vertrag bis Sommer 2027. Nach Ende seiner Dopingsperre im August 2025 wird er dort ins Mannschaftstraining sowie den Spielbetrieb einsteigen.

## Nationalmannschaft

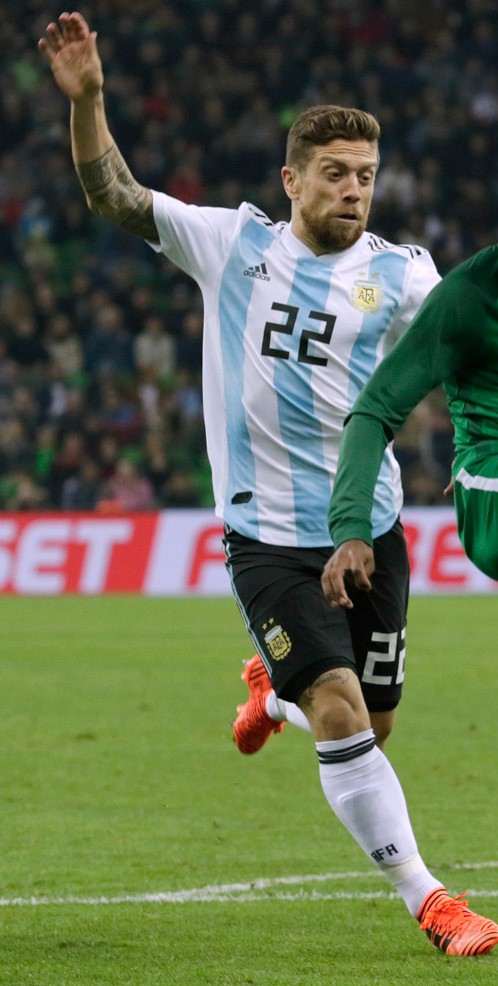
Gómez in der argentinischen Nationalmannschaft (2017)

Gómez lief am 13. Juni 2017 im Alter von 29 Jahren erstmals für die argentinische Nationalmannschaft auf. Er wurde von Jorge Sampaoli für die Freundschaftsspiele gegen Brasilien und Singapur nominiert und stand beim 6:0-Sieg gegen Singapur in der Startaufstellung. Ihm gelang dabei ein Tor sowie eine Torvorlage; er wurde nach 70 Minuten ausgewechselt. Danach gab es noch drei weitere Einsätze: Beim 0:0 in der WM-Qualifikation am 6. Oktober 2017 gegen Peru spielte er über die volle Dauer, im November 2017 bei den Freundschaftsspielen gegen Russland (1:0) und Nigeria (2:4) wurde er jeweils für etwa eine halbe Stunde eingewechselt.
Bei der Copa América 2021 wurde er in zwei Gruppenspielen, einem 1:0-Sieg über Paraguay und einem 4:1-Sieg gegen Bolivien, eingewechselt. Durch den 1:0-Finalsieg seines Teams am 10. Juli 2021 über Titelverteidiger Brasilien gewann er die Copa América 2021.

## Torjubel
Der Tanz von Gómez, den dieser als Torjubel ausführt, ist Thema des Songs Baila Como El Papu. Bei dem Lied von Dj Matrix und der Gruppe Gli Autogol wirkte er als Featuregast mit. Es erreichte im Mai 2017 Platz 21 der italienischen Charts und hielt sich insgesamt 14 Wochen in den Top 100. Das Musikvideo auf YouTube hat Stand Dezember 2020 mehr als 45 Millionen Aufrufe. Bei dem Video wirkten neben Gómez diverse teils bekannte Personen in kurzen Clips mit, darunter zum Beispiel die Fußballer Fabrizio Cacciatore und Simone Padoin.

## Titel
Nationalmannschaft
- Weltmeister: 2022
- Copa-América-Sieger: 2021
- Finalissima-Sieger: 2022

Verein
- Europa-League-Sieger: 2023

## Auszeichnungen
- Spieler des Monats der Serie A: Juni 2020 und September 2020
- Team des Jahres der Serie A: 2020
- Bester Mittelfeldspieler der Serie A: Saison 2019/20